# بساسیری
ارسلان مظفر بن عبدالله بساسیری، مُکَنّیٰ به ابوالحارث از امیران نامدار ترک در اواخر دوران تسلط آل‌بویه بر عراق بود. او با قیامی عظیم که به دستیاری یاران خود در عراق به راه انداخت، واسط، موصل و بغداد را گرفت، خلیفه و وزیرش را از بغداد بیرون کرد و محبوس ساخت و شعار علویان را که رایات سفید بود به جای درفش عباسیان برافراشت و دستور داد تا بر منبرها، آل علی را ستودند و در مساجد، به آئین تشیع در اذان «حی علی خیر العمل» گفتند. این قیام به لحاظ درگیری‌های داخلی‌ای که در قلمرو اصلی خلافت روی داد و نقش بالقوه شیعیان در آن و نیز مبارزه بر سر قدرت بین ترکان، حائز اهمیت و در خور توجه است و تلنگری بود بر کنار رفتن خلافت از عرصهٔ قدرت و احتیاج وافر آن به یک قدرت پشتیبان و در حقیقت خارج شدن قدرت از دست خلافت عباسی و باقی ماندن اسمی آن بر عرصه قدرت.

## نسب بساسیری
ابوالحارث ارسلان از امیران معروف ترک در پایان عصر آل‌بویه بود. او در واقع برده‌ای ترک بود. شهرت بساسیری را از آن روی نوشته‌اند که نخستین سرور او یکی از بزرگان فسا بود و در زبان عربی، منسوب بدان شهر، فسوی خوانده می‌شود. این گمان ادامه یافته و گفته‌اند که فارسیان در نسبت به آن شهر فساسیری (و در عربی بساسیری) بکار می‌برند. قاضی نورالله شوشتری می‌افزاید که چون فسا از نواحی گرمسیری فارس است، با حذف بخشی از واژه گرمسیر، ترکیب بساسیری بدست آمده و در تعیین نسبت افراد به آن شهر، بکار می‌رود. بعضی از مؤلفان، از جمله مؤلف کتاب «ریحانه الادب» به استناد نوشته غیاث الدین خواندمیر در کتاب «حبیب السیر» معنی نام بساسیری را رئیس و امیر شهر بسا (فسا) معرفی می‌کند. همچنین در برخی منابع از او با لقب (مظفر) یاد کرده‌اند و در بعضی دیگر به خاطر مرابطه با مستنصر فاطمی وی را ارسلان مستنصری نام نهادند.

## ابتدای کار بساسیری
از گزارش ابن‌اثیر بر می‌آید که بساسیری از حدود سال ۴۲۴ هجری قمری به عنوان یکی از امرای ترک مطرح بوده‌است. او مولای (غلام) بهاءالدوله دیلمی بود، و بعدها به عالی‌ترین درجات ارتقا یافت. ابن‌اثیر در گزارش حوادث سال ۴۲۵ هجری می‌نویسد که در این سال، ثابت بن علی از مزیدیان با برادر خود دبیس بن علی درگیر شد و از بساسیری کمک خواست. در همین سال، بساسیری مأمور حفاظت از بخش غربی بغداد در برابر دست درازی عیاران شد. سال‌های بعد، در خدمت امیران آل‌بویه بغداد بود و نخست به جلال الدوله و سپس به عمادالدوله ابوکالیجار و سرانجام به ملک رحیم خدمت کرد و در سال ۴۴۴ هجری به زمان همین امیر بصره را تصرف کرد. او را همچنین از موالی ابوعلی نحوی فارسی دانسته‌اند. در زمان پادشاهی جلال‌الدوله، در نبردهایی که پادشاه با خواهرزاده‌اش ابوکالیجار و عُقَیلیان موصل داشته‌است، از بساسیری یاد شده‌است. در پادشاهی ملک رحیم که دوره نابسامانی‌های پیاپی ناشی از بی‌انضباطی سپاهیان ترک بغداد، کشاکش میان سنّیان و شیعیان در پایتخت خلافت، مطامع عُقَیلیان و آل بویه برای دست یافتن به تاج و تخت، غارتگری‌های قبایل تازی و کُرد، و سرانجام مداخله طغرل بیگ، سلطان سلجوقی، در امور بین‌النهرین بود، بساسیری تأثیر بسزایی داشت. برای مثال در سال ۴۴۱ هجری قمری «انبار» را از قِرواش عُقیلی گرفت و در سال ۴۴۴ هجری «بصره» را از برادر ملک رحیم ستاند، در سال ۴۴۵ هجری قمری ضد راهزنان عرب و کُرد در بوازیج اقدام کرد، و «دُبَیس» شیعی مَزْیَدی را که در جامعان (بعدها حلّه) گرفتار حمله بنی خَفاجه شده‌بود، یاری نمود؛ بَوازیج (بوازیج المَلِک)، شهری کوچک و قدیمی در شمال عراق، در ولایتِ موصل، واقع در ساحل راست رودخانه زاب کوچک و در جانب شرقی رود دجله می‌باشد. بساسیری در سال ۴۴۶ هجری قمری از عهده فرونشاندن شورش ترکان بغداد برنیامد. این شورش، غارت و قحطی و هجوم سپاهیان قُریش عُقیلی موصلی به بَرَدان را در پی داشت که در طی آن شتران و اسبان را از اصطبل‌های وی ربودند. در شعبان همان سال قریش، انبار را که تیول بساسیری بود باز پس گرفت، و با بُریدن از آل‌بویه، به نام طغرل بیگ خطبه خواند. در محرم سال ۴۴۶ قمری، سپاهیان بغداد بر وزیر ملک رحیم که حقوق آنان را نمی‌پرداخت؛ شورش کردند. بساسیری به دارالخلافه رفت و کوشید وزیر را که پنهان شده‌بود بیابد. سرانجام وزیر از نهانگاه بیرون آمد و با فروش اموال خود پول لازم برای پرداخت حقوق سپاهیان را فراهم نمود.

## ورود به دستگاه خلافت عباسی و سرداری آل‌بویه
آورده‌اند که بساسیری مملوک بهاءالدوله پسر عضدالدوله بویه‌ای شد و در دستگاه او پیشرفت کرد. در منابع تاریخی ظاهراً نخستین بار در حوادث سال ۴۲۵ هجری قمری / ۱۰۳۴ میلادی از بساسیری یاد شده‌است و گفته‌اند که در جنگی علیه دُبیس بن علی شرکت کرد و آنگاه خلیفه او را به علت لیاقت و دور اندیشی‌اش به شحنه غرب بغداد گماشت که عیاران آنجا را غارت می‌کردند و کسی نمی‌توانست حریفشان شود. بساسیری یک دهه بعد در کشمکش‌های پی‌درپی میان جلال‌الدوله و مخالفانش به ویژه بارِس طُغان از امیران ترک بغداد، طرف امیر بویه را گرفت و به علت توانمندی‌ها و پیروزی‌هایش، نزد او جایگاهی ارزشمند یافت. وقتی که ملک رحیم بویه‌ای حاکم عراق شد، بساسیری را به جانشینی خود برگماشت. وی در این مقام با برخی از خاندان‌های قدرتمند عرب عراق مانند بنی عقیل و بنی مزید درگیری‌ها داشت و انبار و دزددار و برخی از نواحی واسط را از آن‌ها گرفت و به زمین‌های خود در عراق و جنوب ایران افزود و آنگاه که به فرمان ملک رحیم، بصره را از دست ابو علی پسر ابو کالیجار بویه‌ای خارج نمود، امیری آنجا را نیز به او داد. از این رو بساسیری قدرت و نفوذ بسیار یافت؛ و بر بسیاری از منابر عراق و خوزستان نامش ذکر می‌شد و چنان بر کارها مسلط بود که خلیفه القائم بدون فرمان او کاری انجام نمی‌داد.

## شروع اختلافات با دستگاه خلافت و گرایش به سمت فاطمیان
با این حال زمینه‌ها و عوامل شورش بساسیری علیه عباسیان از همین ایام و به دلیل بد رفتاری ابن مسلمه وزیر خلیفه و به ویژه طرفداری او از اهل سنت بغداد ضد شیعیان کَرخ، به تدریج آماده می‌شد. چنان‌که دبیس بن مزید از امیران شیعی بغداد هم در قلمرو خویش چند روزی نام خلیفه را حذف نمود. درگیری‌های دو فرقه در بغداد شدت یافت و کردها و اعراب بدوی هم از این کشمکش‌ها سود برده و ظاهراً با پشتیبانی غُزها که تازه از راه می‌رسیدند به چپاول روستاها پرداختند و با آن که بساسیری با شجاعت به مقابله برخاست، نتوانست همه را سرکوب کند. گزارش حملهٔ بساسیری به دارالخلافه را، دیگر نویسندگان تأیید نکرده‌اند و ابن اثیر تصریح کرده‌است؛ زمانی که طغرل به بغداد رسید، نورالدوله دبیس بود. در همان وقت، ابوالحسن سعید بن نصر، کاتب بساسیری را گرفتند و اموالش را مصادره کردند. به گفته موید، پیش از رسیدن طغرل به بغداد، او نامه‌هایی به عمیدالملک کندری، وزیر طغرل، بساسیری و لشکر بغداد نوشت، که گویا مشتمل بر گرایش و دعوت آنان به سمت فاطمیان بود. این نامه‌ها به مقصد نرسید و چون بساسیری به رحبه رفت، نامه دیگر موید را دریافت کرد و خشنود و امیدوار شد و تعهد کرد که اگر مستنصر فاطمی او را یاری کند، غُزها را بیرون می‌کند و عراق را برای فاطمیان می‌گشاید؛ بنابراین، به نظر می‌رسد که ارتباط مستقیم بساسیری با مستنصر، پس از خروج وی از بغداد و واسط بوده‌باشد.

## چگونگی به قدرت رسیدن طغرل

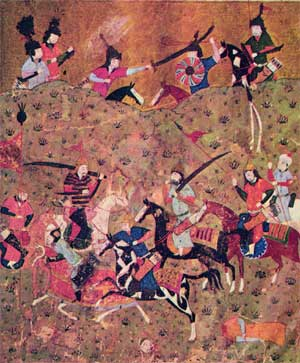
نبرد دندانقان میان سلجوقیان و غزنویان

نخستین ردپایی که از طغرل در تاریخ سیاسی سلجوقیان پدیدار گشته را می‌توان در نگارش نامه‌ای از طغرل به همراه یبغو و داوود، به ابوالفضل سوری دانست، که در آن با تقاضای میانجی‌گری بین آنان و مسعود غزنوی و شرح وضعیت ناگوار خود، ولایت نسا و فراوه را در ازای ارسال یکی از سران خود به عنوان گروگان، از مسعود غزنوی درخواست نمودند. آنان همچنین متعهد گشتند که جلوی تاخت و تاز ترکمانان عراقی و خوارزمی را گرفته و از سر برآوردن شورشیان در بلخان کوه، دهستان و اطراف خوارزم و جیحون جلوگیری نمایند. پس از انجام این نامه‌نگاری و مجموعه حوادث و جنگی که در واکنش مسعود غزنوی به درخواست سلجوقیان به سال ۴۲۶ هجری/ ۱۰۳۴ میلادی در نزدیکی نسا رخ داد، این شهر به نام طغرل قرار گرفت. عده‌ای نیز این سال را مصادف با فتح نیشابور و سرخس توسط طغرل و چغری می‌دانند. در سال ۴۲۹ هجری/ ۱۰۳۷ میلادی، نبرد دیگری میان قوای سلجوقی و غزنوی در نزدیکی سرخس رخ داد که به شکست سخت غزنویان، برتری نظامی سلجوقیان در خراسان و انحطاط لشکر غزنوی در برابر آنان منجر شد. پس از این واقعه، سلجوقیان در سال ۴۲۹ هجری/ ۱۰۳۷ میلادی طغرل را به ریاست خویش برگزیدند و به نام او به عنوان نخستین سلطان سلجوقی خطبه خوانده‌شد.
پس از گذر چند سال، ابراهیم ینال، برادر ناتنی طغرل، نیشابور را به وسیلهٔ دویست سوار و انجام رایزنی‌هایی، فتح کرد و در نخستین جمعهٔ پس از ورود به نیشابور، در مسجد جامع، به نام طغرل خطبه خواند و مدتی بعد نیز، طغرل در میان استقبال بزرگان نیشابور وارد آن شهر شد و پس از اقامت در باغ شادیاخ، بر تخت سلطنت مسعود غزنوی تکیه زد. برخی نیز تاریخ این حوادث را مصادف با سال ۲۹ / ۱۰۲۸ میلادی می‌دانند. پس از وقوع دو جنگ که هر کدام از طرفین درگیر، توانستند در یکی از آن‌ها پیروز شوند، مسعود پس از تجهیز و آماده‌سازی نیروهای خود در هرات به سال ۴۳۱ هجری به منظور مقابله با ترکمانان، این شهر را ترک گفته و در تعقیب طغرل، به نواحی طوس، باورد و نسا رفت اما طغرل موفق به فرار شد. سلطان مسعود، زمستان سال ۴۳۱ هجری را در نیشابور سپری کرد و سپس در جهت دستیابی به طغرل از آن شهر خارج شد. شدیدترین و مهم‌ترین نبرد طرفین در دندانقان و در سال ۴۳۱ هجری صورت گرفت که در طی آن لشکر غزنوی به علل مختلف از جمله:
- غرور مسعود و بی‌توجهی به مشورت اطرافیان.
- برکنار نمودن خدمتگزاران وفادار.
- پیوستن عده‌ای از سپاهیان به سلجوقیان و ترغیب دیگر سپاهیان به فرار توسط آنان؛ و همچنین علل متعدد دیگر، شکست سختی را متحمل شد و با این شکست کار غزنویان در برابر سلجوقیان به پایان رسید و سلطان مسعود نیز مدتی پس از این واقعه، کشته‌شد.[۲۶][۲۷][۲۸][۲۹][۳۰][۳۱][۳۲] پس از پیروزی در دندانقان، طغرل به همراه دیگر سران سلجوقی همچون چغری بیک، موسی یبغو و …، با ارسال نامه‌ای به خلیفهٔ عباسی، القائم بامرلله، با بیان سابقهٔ خدمات خویش و همچنین ذکر مشکلات و احوالی که توسط سلطان محمود غزنوی بر آنان گذشت و بدگویی از سلطان مسعود و همچنین ذکر پیروزی بزرگ خود در برابر سلطان مسعود، منشور سلطنت را از درگاه خلیفه که دارای قدرت معنوی زیادی بود، درخواست کردند.[۳۳] خلیفه القائم بامرلله یکی از افراد مورد اعتماد خویش به نام هبه الله مأمونی را به نزد طغرل، که در ری اقامت داشت، گسیل نمود و به طغرل، رهبر سلجوقیان، اظهار لطف و دوستی کرد و با ایجاد این پیش‌زمینه‌ها، روابط میان سلجوقیان و خلافت عباسی بر پایهٔ منافع دو طرف، شکل گرفت.[۳۴][۳۵][۳۶]

## تحرکات اولیه بساسیری علیه طغرل
از گزارش ابن اثیر برمی‌آید که ترکان بغداد با توجه به میل ابن مسلمه که می‌خواست آل‌بویه را به دست غزها نابود کند، به طغرل و سپاهش روی خوش نشان ندادند و کمی بعد که عامهٔ بغداد بر سپاه طغرل شوریدند، سلطان به سرکوب و مصادرهٔ اموال ملک رحیم و ترکان مشغول شد. نورالدوله دُبیس هم بر اثر فشار طغرل، بساسیری را از خود راند. در حقیقت، موضوع دُبیس بن مزید و قریش بن بدران در قیام بساسیری، سخت متغیر بود و اینان چند بار به بساسیری پیوستند و باز او را رها کردند و به فرمان طغرل شدند.
گزارش برخی منابع دربارهٔ روابط بساسیری با مصر پس از آغاز خروج وی نیز متناقض می‌نماید. گزارش ابن صیرفی به‌طور مبهمی حاکی از آن است که بساسیری می‌خواست شخصاً به مصر برود و بلکه به آنجا رفته و یازوری، وزیر مصر هم، موید فی‌الدین را با اموالی با او همراه کرده‌است، تا به جنگ طغرل و خلیفه در بغداد برود. بعدها رشیدالدین تصریح کرده‌است که بساسیری از نزد دبیس بن مزید فرار کرد، به مصر رفت و متعهد شد که عباسیان را نابود کند. آنگاه با پشتیبانی مصریان، به سوی بغداد برگشت. مقریزی گفته‌است که بساسیری را به رغم درخواستش، به مصر نمی‌پذیرفتند. اما در سال ۴۴۸ هجری قمری، اموال زیادی توسط موید برای وی ارسال کردند، تا به جنگ با غزها و فتح عراق بپردازد؛ حتی مستنصر حکومت رحبه را نیز به وی داد. گفته‌اند: «این اموال به قدری بود که خزانهٔ مصر خالی شد.» موید با آن اموال و لشکریان از مصر آمد و به رحبه رسید و از سپاهیان بساسیری بیعت گرفت و آن مال‌ها را بخش کرد و خلعت و عهد مستنصر را به بساسیری داد. مستنصر در آن نامه بساسیری را بسیار محترم داشته و پیشوایی هواداران فاطمیان در عراق برای جنگ با عباسیان را به او داده‌است. البته تمایل بساسیری به فاطمیان هم زمینه‌هایی داشت؛ چه او از موالی بویه و از سرداران آنان بود و به تشیع گرایشی داشت و با مردم خوش رفتاری داشت، جوانمردی بسیار می‌کرد و همین معنی، دشمنی خلیفه و وزیر را با او برمی‌انگیخت. گفتنی است که هم‌زمان با قیام بساسیری، بنی خفاجه در سقایع و عین التمر، به رغم دشمنی با بساسیری، خطبه به نام مستنصر فاطمی خواندند و در یمن هم ابو کامل علی صلیحی، نام عباسیان را از خطبه انداخت و سکه و خطبه به نام فاطمیان گردانید. البته دست عباسیان و کارگزارانشان از اینان کوتاه بود، اما در بغداد برخی شیعیان چون رئیس صنف بزازان را به دستور ابن مسلمه کشتند و عمیدالملک کندری نیز دستور داد تا ابوالحسن، کاتب بساسیری، را کشتند.
به هر حال چون آن اموال به بساسیری رسید، نورالدین نورالدوله دبیس که به فرمان طغرل گردن نهاده بود و برخی از یاران قریش بن بدران و بدویان عرب، باز به نزد بساسیری برگشتند و همه روی به سنجار نهادند. قریش بن بدران، امیر موصل، با کمک قتلمش پسر عموی طغرل به نبرد با آن‌ها رفت، اما به سختی شکست خورد. قریش پس از آن به نورالدوله و بساسیری پیوست و در موصل، خطبه به نام مستنصر خواند. ابن عبری در تاریخ الزمان،
سال ۱۰۳ / ۱۰۴ هجری قمری می‌نویسد، بساسیری نخست تل اعفر را گرفت و اینانفع فرمانده غزها را به موصل راند. بعد از این واقعه، طغرل که به تشویق خلیفه، قصد هجوم به شام و دستگیری بساسیری را کرده‌بود، به سمت موصل حرکت کرد و در بوازیج اردو زد. دبیس بن مزید و قریش بن بدران وحشت‌زده شدند و باز به اطاعت طغرل درآمدند و بساسیری هم با گروهی از ترکان بغداد و بنی عقیل، به سمت رحبه عقب‌نشینی کرد. در این بین، ابرهیم اینال، برادر طغرل، به لشکر سلطان پیوست و نورالدوله دبیس و قریش بن بدران از ترس او فرار کردند و نزد بساسیری رفتند، ولی قریش و پسرش، مسلم، همان‌جا ماندند. از آن سو، طغرل موصل را فتح کرد و به ابراهیم داد و خودش به بغداد برگشت، اما مدتی بعد ابراهیم در ۴۵۰ هجری قمری موصل را ترک کرد و روی به غرب ایران نهاد و بساسیری بازآمد و آنجا را تصرف کرد. مقریزی می‌گوید:
| « | به خاطر تحریکات یازوری وزیر مصر در لشکر سلطان، چند نفر از امیران و بزرگان از طغرل روی گردان شدند و سپاهیانش از هم پاشیده شد و بساسیری باز هم بر موصل مسلط شد. | » |

## اوضاع بغداد پیش از بساسیری
در طی سال‌های منتهی به شورش بساسیری در عراق و تسلط او بر بغداد، عراق در شرایطی بسیار نابسامان قرار داشت. در این زمان که امنیت از بغداد رخت بسته بود و تزلزل موج می‌زد، به جای اتحادی برای برقراری ثبات در عراق و بغداد، سلسله ای از جدال‌های بر سر قدرت را می‌بینیم. از طرفی عیاران در بغداد قدرت یافته بودند و حتی دامنه تهدیدشان به بغداد، پایتخت خلافت عباسی نیز کشیده شده بود و بساسیری یکی از کسانی است که در این موقع به عنوان مدافع بغداد در مقابل دراز دستی عیاران انتخاب شد. شورش سپاهیان نیز در این سال‌ها یک مسئله عادی بود چنان‌که در سال ۴۴۶ ه‍.ق سپاهیان بغداد بر وزیر ملک رحیم شورش کردند و تنها با دخالت بساسیری بود که غائله ختم شد. درگیری پنهانی نیز میان خلافت عباسی و آل بویه در جریان بود که بر آشوب اوضاع بغداد می‌افزود. از طرفی یکی از دلایل اصلی این سلب آرامش و امنیت از بغداد به دلیل شعله کشیدن آتش اختلافات مذهبی در بغداد بود. در دوره تسلط آل بویه بر بغداد، شیعیان تقویت و دلیرتر از قبل شدند. در این دوره با ظهور اشاعره و در مقابل شیخ مفید و مریدانش آتش منازعات بین فرق‌ها، مذاهب و مکاتب را شعله‌ور ساخت و به افتراق بیش از پیش مسلمانان انجامید و تلاش‌های بویهیان در جهت خواباندن این منازعات نیز راه به جایی نمی‌برد چراکه این اختلافات بسیار عمیق و ریشه دار بود. در این بین بیشترین اختلافات و درگیری‌ها بین اهل سنت و شیعیان علی‌الخصوص بین حنبلیان و شیعیان امامیه در جریان بود که به جدال‌های خونینی می‌انجامید. خلیفه در این دوره جز بازیچه ای در دست امرا و وزرا نقش دیگری بر عهده نداشت. در فاصله بین سال‌های ۴۴۱ تا ۴۴۷ ه‍.ق و با تضعیف قدرت آل بویه در زمان آخرین پادشاه بویهیان بغداد، حنبلیان با همداستانی دیگر سنیان و با پشتوانه دستگاه خلافت، به سرکوب شیعیان با هدف ریشه کن کردن آنان از بغداد پرداختند و شش بار کار به نزاع‌های خونینی انجامید و گاهی تنها با دخالت شرطه بغداد و نظامیان ترک بود که غائله ختم می‌شد. در سال ۴۴۳ ه‍.ق حنبلیان قصد داشتند که بر قبور امام کاظم و امام جواد دست درازی کنند که با مقاومت شدید شیعیان مواجه شده و کاری از پیش نبردند. بیشتر این درگیری‌ها بین محله شیعه‌نشین کرخ و محله قلائین که محله حنبلی‌ها بود، بروز می‌یافت. اختلافات و درگیری‌های درون خاندانی آل بویه نیز بسیار شدید بود و هر از چند گاهی یکی بر دیگری می‌شورید. اختلاف آل بویه با لشکریان ترک نیز به این آشوب‌ها دامن می‌زد. در این برهه حساس بغداد، به دلیل شرایط پیش آمده از لحاظ اجتماعی و اقتصادی اوضاع نابسامانی می‌گذراند و مردم در سایه ترس از درگیری‌ها و جنگ‌های داخلی و خارجی روزگار می‌گذراندند. همه این شرایط عرصه را در بغداد برای هرگونه انقلاب و شورش از طرف هر یک از طرفین آماده می‌ساخت چنان‌که در آینده به وضوح شاهد آن بودیم همچون تسلط سلجوقیان بر بغداد و شورش مردم علیه طغرل و سپاهیانش و سپس شورش بساسیری.

## فتح بغداد توسط بساسیری

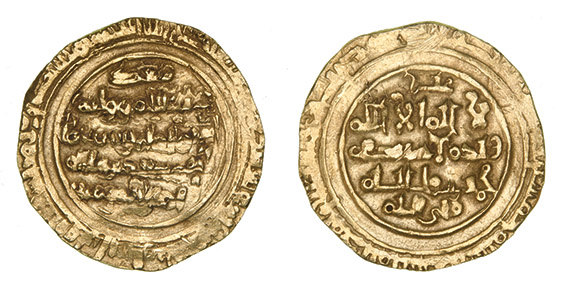
تصویری از سکهٔ ضرب شده به نام خلیفهٔ فاطمی، به سال ۴۵۰ یا ۴۵۱ در شام. این سکه در زمان فتح عراق به دست بسیاسیری ضرب شده‌است.

بساسیری به خلیفه فاطمی نامه نوشت و از وی در خواست کرد که او را در قاهره پذیرا باشد. یازوری، وزیر المستنصر بالله، موافق این درخواست نبود، اما خلیفه فاطمی درخواست کمک بسایری را قبول کرد تا بغداد را به نام او فتح کند و از پیشرفت سلاجقه در خاک شام و مصر جلوگیری کند. خلیفه حکومت رحبه را بدو داد و پانصد اسب، ده هزار کمان، هزاران شمشیر و نیزه برایش ارسال کرد. الموءید فی الدین شیرازی _ داعی فاطمی که ظاهراً تحریک‌کننده اصلی شورش به حساب می آمد، و برای آن کار از جانب خلیفه اختیار کامل داشت _ در شرح زندگانی خودش می‌نویسد که بساسیری در ارتباط با مستنصر پیشقدم نشده بود، بلکه موءید قبل از رسیدن طغرل به بغداد، به وی نامه نوشته اما نامه‌ها بعد از ورود سلجوقیان به شهر به دست وی رسیده‌است و این موءید بوده‌است که پول و تدارکات را از قاهره به سمت بساسیری در رحبه ارسال کرده‌است و او بود که فرمان خلیفه را مبنی بر عطای خلعت به بساسیری رسانده‌است. سال ۴۴۸ را، به گواهی نامه‌های پی در پی موءید به امیران عراق و جزیره، برای جلب آنان به سوی فاطمیان، می‌توان سال تبلیغات گسترده این سلسله نامید. تجاوزات غزها سبب توفیق وی شد. در واسط و دیگر مناطق عراق، به نام خلیفه مستنصر خطبه خواندند و دُبَیس بن مزید که ناچار بود در حق طغرل نیز چنین کند، به سوی وحدت با بساسیری رفت. بساسیری نیز با استفاده از اعراب بدوی و ترکان بغدادی که طغرل تار و مارشان کرده بود، به همراهی دبیس با تعداد زیادی سپاه به طرف منطقه 《سنجار》رفت و شکستی سنگین بر سپاهیان سلاجقه به فرماندهی 《قُتُلمُش》، پسر عم طغرل، و متحدش قریش موصلی وارد کرد. قُتُلمُش به آذربایجان فرار کرد، قریش نیز زخمی و به اسارت گرفته شد (۲۹ شوال ۴۴۸) و پس از آن با بساسیری بیعت کرد. در این زمان بساسیری تا موصل پیشروی کرد و خلیفه فاطمی در آنجا به رسمیت شناخته شد. ابن اثیر از مکاتبهٔ مصریان و بساسیری با ابراهیم اینال، و تحریک وی به وعدهٔ سلطنت، سخن گفته‌است؛ زمانی که طغرل خبردار شد به طرف موصل حرکت کرد و بساسیری و قریش را تا نصیبین عقب راند؛ و آنگاه به تعقیب ابراهیم همت نهاد که برای دومین بار با سرکشی و طغیان، به سمت همدان حرکت کرده‌بود. زمانی که بساسیری فهمید طغرل در عراق نیست، با لشکر خود به سمت بغداد حرکت نمود. دبیس، از پیش به دعوت خلیفه وارد بغداد شد و خواست او و وزیر را به واسط برده و در آنجا با هم نقشهٔ دفاع را تدارک بینند و چون آن دو قبول نکردند، او به راه خود رفت. در یکشنبه ۸ ذی‌القعده سال ۴۵۰ هجری قمری، بساسیری همراه چهارصد سوار کم ساز و برگ به اتفاق قریش، در رأس بیش از دویست جنگجو، وارد قسمت غربی بغداد شد. مردم محله شیعه‌نشین کرخ به استقبال بساسیری رفتند و از او خواستند که از میان محله آنان بگذرد. وی پذیرفت و در حالی عبور کرد که مردم، زر و سیم بر سرش نثار می‌کردند و شادمانی می‌نمودند. بساسیری، پرچم‌هایی با خود داشت که نام مستنصر با عنوان " الامام المستنصر بالله ابو تمیم معد امیرالمؤمنین " بر آن‌ها نوشته شده‌بود. آنگاه در ۱۰ ذیحجه سال ۴۵۰ هجری قمری عید اضحی را رسماً با درفش‌های مصری در مصلّی برگزار کرد. کوشش‌های عمید عراق نیز برای مقابله به جایی نرسید و بساسیری در جمعه ۱۳ ذی‌القعده سال ۴۵۰ هجری قمری در جامع منصور و سپس در جمعه بعد در جامع رصافه به نام مستنصر فاطمی خطبه خواند و «حی علی خیر العمل» را در اذان وارد ساخت، آنگاه در حالی که از سوی شیعیان و سنیان بغداد حمایت می‌شد، طی چند روز جنگ با ابن مسلمه وزیر، پیشروی خود را کامل نموده و خلیفه را که می‌خواست خود به مبارزه آید، به عقب‌نشینی وادار نمود و عامه هم به غارت پرداختند. خلیفه هراسناک با اشاره وزیر، قریش بن بدران، یار و همراه بساسیری، را فرا خوانده و به او پناه برد. بساسیری هم که با قریش عهد و پیمان داشت که بدون اجازه یکدیگر کاری نکنند، وی را برای این کار سخت سرزنش نمود. آنگاه قریش خلیفه را به مهارش پسر عموی خود سپرد، ولی ابن مسلمه را به بساسیری تسلیم کرد. مهارش هم خلیفه را به حدیثه مرکز حکومت خویش فرستاد. شهر حدیثه، قلعه‌ای محکم در جزیره‌ای در میان فرات داشت که آب گرداگرد آن را فرا گرفته‌بود و ساکنان این شهر در تشیع راسخ بودند.
بساسیری چون همهٔ بغداد را به تصرف درآورد و در همهٔ جوامع، خطبه به نام مستنصر خواند و دینارها را به نام او زد، بدون تعصب مذهبی به همهٔ مردم نیکی‌ها و مهربانی‌ها نمود و برای فقیهان مستمری‌ها وضع نمود و خوی نیکو نهاد، ولی ابن مسلمه وزیر که مردم می‌خواستند وی را بکشند و در حق بساسیری و خانواده‌اش ستم‌ها و بدی‌ها کرده‌بود و نیز ابو محمد بن مأمون، رسول خلیفه، که به فرمان طغرل به عراق رفته‌بود و نیز عمید عراق را کشت و قاضی القضات دامغانی را آزار داد و اموالش را به تصرف درآورده و آنگاه از او و دیگر بزرگان علوی و عباسی، برای مستنصر بیعت گرفت. گفته‌اند که بساسیری خلیفه القائم را واداشت تا محضری نوشت و در آن آشکار کرد که خود و خانواده‌اش با وجود فاطمه زهرا هیچ حقی در خلافت نداشته و ندارند. بساسیری آن را با نشانه‌های خلافت چون برده و عصا و منبر، به مصر فرستاد و همان‌جا بودند تا اینکه صلاح الدین ایوبی آن‌ها را به بغداد نزد مستضی عباسی بازگرداند. بساسیری خود نیز طی نامه‌ای به مستنصر، خبر فتح بغداد و مژدهٔ فروپاشی عباسیان را داد. در این ایام ابوالفرج مغربی وزیر مصر و برادر زادهٔ مغربی، که از ترس بساسیری از عراق گریخته بود، این پیروزی را کم‌ارزش نشان داد و خلیفهٔ فاطمی را از سرانجام کار ترساند. مستنصر که پس از آگاهی از تسلط بساسیری بسیار شاد شد و گفت تا قاهره را چراغانی کنند و جشن گرفتند و حتی پاداشی برای مهارش در نظر گرفته تا قائم را به مصر بفرستد، به تحریک مغربی در پاسخ بساسیری وقت‌کشی نمود و آنگاه که نامه‌ای به او فرستاد، چنان نوشتند که آرزوهای بساسیری را نقش بر آب کرد. با این همه، بساسیری واسط و بصره را نیز گرفت و به سمت اهواز رفت، ولی سر انجام با هزار اسب بن بنگیر، امیر آنجا، صلح کرد و به واسط رفت.

## سرانجام بساسیری
در این بین، طغرل که به کار ابراهیم اینال پرداخته‌بود، به بساسیری و قریش پیام داد که اگر خلیفه را بار دیگر به بغداد ببرند و خطبه و سکه به نام طغرل کنند، وی به بغداد نخواهد آمد و غیرمستقیم اشاره می‌کرد که در این صورت حکومت آنان را بر بغداد به رسمیت خواهد شناخت؛ اما بساسیری توجهی نکرده و طغرل به راه افتاد. خانوادهٔ بساسیری هم بغداد را ترک کردند و مردم کرخ نیز به راه افتادند؛ بنی شیبان نیز به کشتار و چپاول مردم پرداختند. از آن سوی، مهارش که بر این باور بود که بساسیری با او نیرنگ کرده، برخلاف دستور قریش بن بدران، خلیفه را برداشته و روی به عراق نهاد، تا در نهروان و به قولی در اکبرا، طغرل به آن‌ها رسید و خلیفه را دید و هر دو به بغداد برگشتند (ذی‌القعده سال ۴۵۱ هجری قمری). سلطان سپس لشکری به فرماندهی خمارتگین طغرایی به کوفه فرستاد تا از عقب‌نشینی بساسیری به شام جلوگیری کند و آنگاه خود در پی آنان رفت. بساسیری و دبیس آمادهٔ رفتن به بغداد بودند، اما دبیس و یارانش چون فهمیدند که پادشاه می‌خواهد جنگ نماید، بساسیری را آزاد ساخته و او خود با سپاهیانش به نبرد پرداخته تا اینکه اسبش تیر خورد و به زمین افتاد و گمشتگین، دوات‌دار عمیدالملک کندری، بر او حمله کرده و سرش را از تن جدا نمود و به نزد طغرل فرستاد و بدنش را در بغداد به دار آویختند. به روایتی دیگر، قدرت و توانایی طغرل با ازدواج دختر برادرش با القائم باامرالله، رو به افزایش نهاد و این وضعیت، موجب ترس بساسیری شد. او تصمیم گرفت تا جنگ را به بیرون از بغداد منتقل کند و با کمک المستنصر بالله فاطمی، موصل را فتح کند و حاکم آنجا را که عموزادهٔ طغرل بود، شکست دهد. با نقشه وی، نبرد چهرهٔ دیگری به خود گرفت و به جای آن که درگیری بین طغرل و خلیفهٔ بغداد شکل گیرد، میان اهل سنت و شیعیان جنگ درگرفت و طغرل و القائم باامرالله به عنوان نمایندگان طیف اهل سنت و بساسیری و خلیفهٔ فاطمی، همچون نمایندگان طیف شیعیان، در این جنگ شرکت داشتند. طغرل قبل از حمله به بساسیری و فتح جزیره، بیش از یک سال در بغداد ماند. بساسیری که در مقاومت سودی ندید، فرار کرد؛ و طغرل حاکم جزیره شد و برادرش (به روایتی دیگر پسر عمویش)، ابراهیم ینال یا اینال، را حاکم آنجا کرد؛ و بعد خودش بغداد را ترک کرد و این بهترین موقعیت برای حملهٔ بساسیری به بغداد و فتح آن بود. بساسیری با لشکرش وارد بغداد شد؛ و خلیفه برای نجات جان خود از بغداد گریخت و بساسیری در هشتم ذی‌القعده سال ۴۵۰ هجری قمری / ۱۰۵۸ میلادی، خطبه به نام المستنصر فاطمی خواند. طغرل تصمیم گرفت قبل از درگیری با بساسیری از طغیان خاندانش آسوده‌خاطر شود؛ پس برادرش ابراهیم را به خاطر خیانت کشت و سپس به سمت بغداد حرکت کرد. بساسیری به مقابله با او برخاست و نبرد سختی میان این دو شکل گرفت و سرانجام بساسیری به دست طغرل کشته شد و بغداد بار دیگر به دست طغرل در پانزدهم ذی‌الحجه سال ۴۵۱ هجری قمری / ۱۰۵۹ میلادی، فتح شد. زوال فاطمیان در مرکز خلافت و بازگشت مجدد خلیفه القائم باامرالله به بغداد، از نتایج این جنگ بود. گزارشی نیز حاکی از آن است، که بن بدران با وعدهٔ طغرل کوشید تا بساسیری را به اطاعت سلطان وادارد و کار را به صلح بکشاند، ولی نتوانست و در جلب اعراب عقیلی برای شرکت در نبرد نیز ناکام ماند. اما پس از شکست فاطمیان و کشته شدن بساسیری به دست سلجوقیان، طغرل که فرمانده سنی متعصبی بود، دستور داد تا سر بساسیری را از تنش جداکرده و در مقابل دروازه اصلی شهر بیاویزند. بعد از این واقعه القائم بامرالله خلیفه فراری عباسیان، به بغداد بازگشت و بر مسند فرمانروایی تکیه زد. نوشته‌اند که بر حسب اتفاق روز ورودش به بغداد با روز خروج وی در سال قبل مقارن شده بود

## شیعیان امامیه قربانیان جنگ قدرت میان اسماعیلیان و سلجوقیان
موفقیت فاطمیان و شیعیان اسماعیلی در عراق، به جذب شیعیان امامیه نیز وابسته بود. در سال (۴۵۰ ق) و تسلط بساسیری بر بغداد، آن‌ها در برابر سنی‌های باب‌البصرة بغداد پرچم سفید را در مسجدشان به اهتزاز دراوردند. اگرچه سابقه درگیری پی در پی اهل سنت باب‌البصره با شیعیان امامیه، از سال (۴۰۲ ق) و به‌ویژه به دلیل استقرار شیعیان در بخش ثروتمند و تاجرنشین بغداد 《کرخ》 جریان داشته‌است، اما این شیعیان امامیه بودند که هزینه جنگ قدرت میان فاطمیان و عباسیان را در عراق پرداخت کردند؛ از آن جمله کشتار و غارت منابع علمی شیعیان که با حمله به کتابخانه شیخ طوسی در (۴۵۰ ق) صورت گرفت شیعیان امامیه، پیش‌تر حتی حاضر به ورود به جنگ قدرت و منازعه با سلجوقیان نیز نبودند؛ تا آنجا که قوز سلجوقی در (۴۴۶ ق) به شیعیان امامی پناه آورد؛ اما همین شیعیان امامیه در سال (۴۵۱ ق) قربانی خشونت بازگشت به قدرت سنیان پس از بساسیری شدند. بساسیری موفق شد عده‌ای از سنیان قسمت عامه بغداد را به خود جذب کند؛ اما افراد اصلی جذب‌شده به بساسیری نیز دارای مواضع ثابتی نبودند. همین مواضع متغیر متحدان بساسیری، می‌تواند نشان‌دهنده ماهیت غیراسماعیلی حرکت و همراهی آن‌ها با بساسیری باشد. قریش بن بدران، بارها جانب داری خود را بین بسیاسیری و طغرل تغییر داد. در واقع، منافع سیاسی و نظامی، در موضع‌گیری طوایف عرب، کرد و حتی لشکریان ترک او تأثیرگذار بود. دور از ذهن نیست که آن‌ها به دنبال منافع قبیله‌ای خود بودند؛ لذا داعی‌الدعاة شیعیان اسماعیلی، از برخی فرماندهان سپاه بساسیری که تقاضای پول بیشتری از او داشتند و او را به فریبکاری و ثروت‌اندوزی شخصی متهم می‌نمودند، به بساسیری شکایت می‌کرد. در اصل، تبلیغات شیعیان اسماعیلیه، بیشتر در برخی از قشرها توده‌ها موفقیت نسبی داشت؛ اما بازیگران اصلی صحنه قدرت سیاسی، بیش از آنکه مجذوب مذهب شیعه اسماعیلی باشند، به فکر منافع خودشان بودند. هدف ابراهیم اینال سلجوقی نیز از توسل به داعی‌الدعاة و ارتباط با الموءید فی الدین شیرازی از طریق بساسیری، چیزی جز جذب کمک مادی فاطمیان برای شکست برادرش طغرل‌بیک نبود و نمی‌توان به او تمایل به شیعه‌گری اسماعیلی را نسبت داد.

## پی‌آمدهای قیام بساسیری برای خلیفه القائم بامرلله
اسارت یک ساله، روحیهٔ قائم را عوض کرده‌بود. او که این اسارت را مجازاتی برای گناهان خود می‌دید، تغییر روش داد. دیگر بر بستر نمی‌خوابید و استراحتش بر روی سجاده بود و از احدی انتقام نگرفت. به هنگام فتح بغداد توسط بساسیری، دارالخلافه غارت شد. گفته‌می‌شود که غارتگران از مردم بغداد بودند. حتی قائم بعدها به مصادرهٔ آن کالاها اقدام نکرد و هرچه از کالاهای پیشین به دستش می‌افتاد، با پرداخت پول آن را می‌خرید. این تحول روحی، به تغییر مناسبات خلیفه و سلطان، یاری رساند. بعد از سرکوب قیام بساسیری، پیوند بین طغرل و قائم این گونه شد که خلیفه، پیشوای دینی مردم شود و اداره امور به سلطان سپرده شود. جهاد با کفار و حفظ امت از تجاوز دشمنان، از جمله اموری بود که بر عهدهٔ سلطان (طغرل) قرار گرفت. سلطانی که با دریافت لقب «ملک المشرق و المغرب» از خلیفه، حاکمیتش مشروع به حساب می‌آمد. از سمتی دیگر، فاطمیان نیز آخرین فرصت خود برای تسلط بر عراق را از دست دادند و از آن پس، راه زوال را پیمودند و به سال ۵۶۷ قمری، حکومت آنان بر مصر پایان یافت، در حالی که خلافت عباسی پس از دفع حملهٔ بساسیری، بیش از دو دهه دوام آورد.

## بعد از مرگ بساسیری
ظاهراً پس از قتل بساسیری، دبیس بن مزید همراه خاندان بساسیری به بطیحه رفت و پسر بساسیری آنگاه به حلب گریخت. بنا بر گزارش ابن جوزی، حکومت بساسیری بر بغداد و فروپاشی موقت خلافت عباسی، درست یک سال به طول انجامید. منطقه‌ای در بغداد که بساسیری در آن زندگی می‌کرد، بعدها نیز به نام «دارالبساسیری» شهرت یافته و پابرجا ماند. ماجرای بساسیری را باید از مهم‌ترین حوادث تاریخ خلافت عباسی و آخرین تلاش بزرگ فاطمیان برای براندازی آن دولت و تسلط بر شرق ممالک اسلامی دانست که اگر از آن به خوبی استفاده‌می‌شد و دشمنی و خیانت افرادی چون دبیس بن مزید و ابوالفرج مغربی و تردید قریش بن بدران در کار نبود، می‌توانست دگرگونی بزرگ در شرق و غرب جهان اسلام پدیدآورد و تشیع اسماعیلی را در بخش بزرگی از آن پیاده کند. از همین رو است که برخی از نویسندگان و مورخان طرفدار عباسی و مخالف تسلط علویان مانند ابن جوزی حنبلی، بساسیری را مانند فاطمیان سخت سرزنش کرده و روایات نادرست و جعلی دربارهٔ قیام او ساخته و پرداخته‌اند. ابن میسر نیز بر آن است، که قیام بساسیری با آن دارایی‌هایی که مستنصر برای او فرستاد، باعث خرابی مصر و پایان قدرت فاطمیان و شروع ضعف و سقوط آنان بود. از آن سوی باید گفت که این حادثهٔ بزرگ، در بروز دشمنی‌های لجوجانهٔ سلجوقیان و برخی دولتمردان ایشان با اسماعیلیه تأثیری به سزا داشت و این تقابل و رویارویی از این منظر نیز می‌تواند مورد بررسی قرار گیرد.

## منبع‌شناسی